# Cima delle Lose
La Cima delle Lose è una montagna delle Alpi Marittime alta 2.813 m. È una classica meta sci-alpinistica del Cuneese, poco frequentata in estate.

## Caratteristiche
La montagna sorge nel comune di Argentera, in valle Stura di Demonte. Si trova su una dorsale secondaria che dirama dallo spartiacque principale Francia - Italia, scende in direzione nord-est alla bassa di Colombart e da lì risale verso la vetta, da cui digradano poi alcune dorsali secondarie poco pronunciate che scendono verso il fondovalle principale. La vetta è circondata da pendii pietrosi, che scendono con andamento piuttosto regolare.
La montagna presenta diverse sommità. Quella più elevata si trova nella parte più settentrionale; vi è poi una cima centrale meno elevata, ed un'anticima meridionale ancora meno elevata, a circa 2800 m di quota.
Dal punto di vista geologico, la montagna appartiene ad un complesso sedimentario autoctono, con arenarie e scisti ardesiaci di età compresa tra il paleocene e l'eocene, e calcari più o meno arenacei o dolomitici risalenti al cretaceo.
Il nome deriva dall'occitano losa, che significa lastra di pietra.

## Salita alla vetta
La vetta è raggiungibile con diversi itinerari di tipo escursionistico, che differiscono essenzialmente per il punto di partenza.
L'itinerario più classico prevede la partenza da Ferrere di Bersezio. Da qui si raggiunge la bassa del Colomnart, e da qui si risale in cresta per tracce di sentiero fino ad un avvallamento alla base della vetta. Si traversa in direzione di un colletto, quindi si risale su ripida traccia fino a raggiungere l'anticima a 2800 m. Da qui si taglia sotto la cima centrale e si raggiunge la base della cima più alta, che si raggiunge per facili roccette.
E possibile raggiungere la vetta anche partendo da Bersezio o dalle grange di Argentera.
Tutti questi itinerari sono effettuabili anche d'inverno con gli sci da sci alpinismo.